# Underwriters Laboratories
UL (Underwriters Laboratories) es una empresa de consultoría de seguridad y certificación con sede en Northbrook, Illinois. Tiene oficinas en 46 países. UL se estableció en 1894 y ha participado en el análisis de la seguridad de muchas de las nuevas tecnologías del siglo pasado, en particular la adopción pública de la electricidad y la elaboración de normas de seguridad para los aparatos y componentes eléctricos.
UL ofrece certificación relacionada con la seguridad, validación, pruebas, inspección, auditoría, asesoría y capacitación de servicios a una amplia gama de clientes, incluyendo a fabricantes, minoristas, hacedores de políticas, reguladores, empresas de servicios y los consumidores.
UL es una de varias empresas autorizadas para llevar a cabo pruebas de seguridad por la agencia federal estadounidense Administración de Seguridad y Salud Ocupacional (Occupational Safety and Health Administration, OSHA). OSHA mantiene una lista de laboratorios aprobados, que se denominan laboratorios de pruebas reconocidos a nivel nacional (Nationally Recognized Testing Laboratories).

## Historia

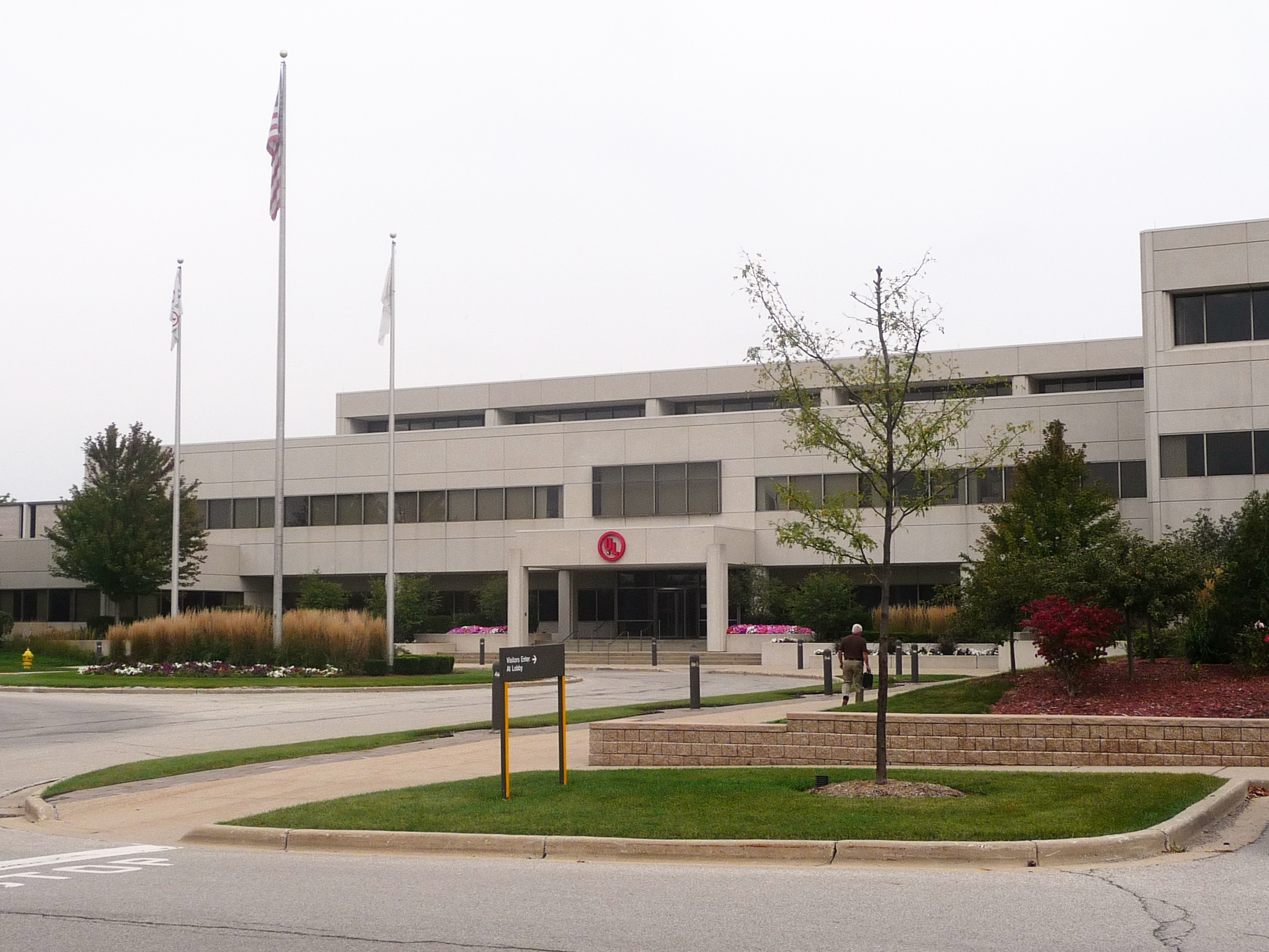
Oficines principales de UL en Northbrook, Illinois

Underwriters Laboratories Inc. fue fundada en 1893 por William Henry Merrill. A principios de su carrera como ingeniero electricista en Boston, Merrill fue enviado por compañías de seguros de incendios al Edificio de la Electricidad en la Exposición Mundial Colombina de Chicago en 1893, a investigar y estimar riesgos. Para poder determinar y mitigar los riesgos, Merrill consideró necesario llevar a cabo pruebas en los materiales de construcción del edificio. Al darse cuenta del creciente potencial de este campo, Merrill permaneció en Chicago para fundar Underwriters Laboratories.
Merrill empezó a desarrollar estándares, iniciar pruebas, diseñar equipo y descubrir riesgos. UL publicó su primer estándar, "Puertas para fuego recubiertas de estaño, en 1903. En 1905, UL estableció un servicio de etiquetación para ciertas categorías de productos que requerían inspecciones más frecuentes. En 1906, UL introdujo la marca de certificación UL para indicar productos que pasaran sus pruebas.  
UL se ha expandido y ahora es una organización con 64 laboratorios, instalaciones de prueba y certificación para clientes en 104 países. Ha evolucionado desde sus raíces en seguridad eléctrica y de incendios para abordar cuestiones de seguridad más amplias, como lo son substancias peligrosas, calidad del agua, seguridad alimentaria, pruebas de desempeño, educación sobre cumplimiento de normas y seguridad, así como sustentabilidad ambiental.

## Estándares UL
Estándares de Sostenibilidad

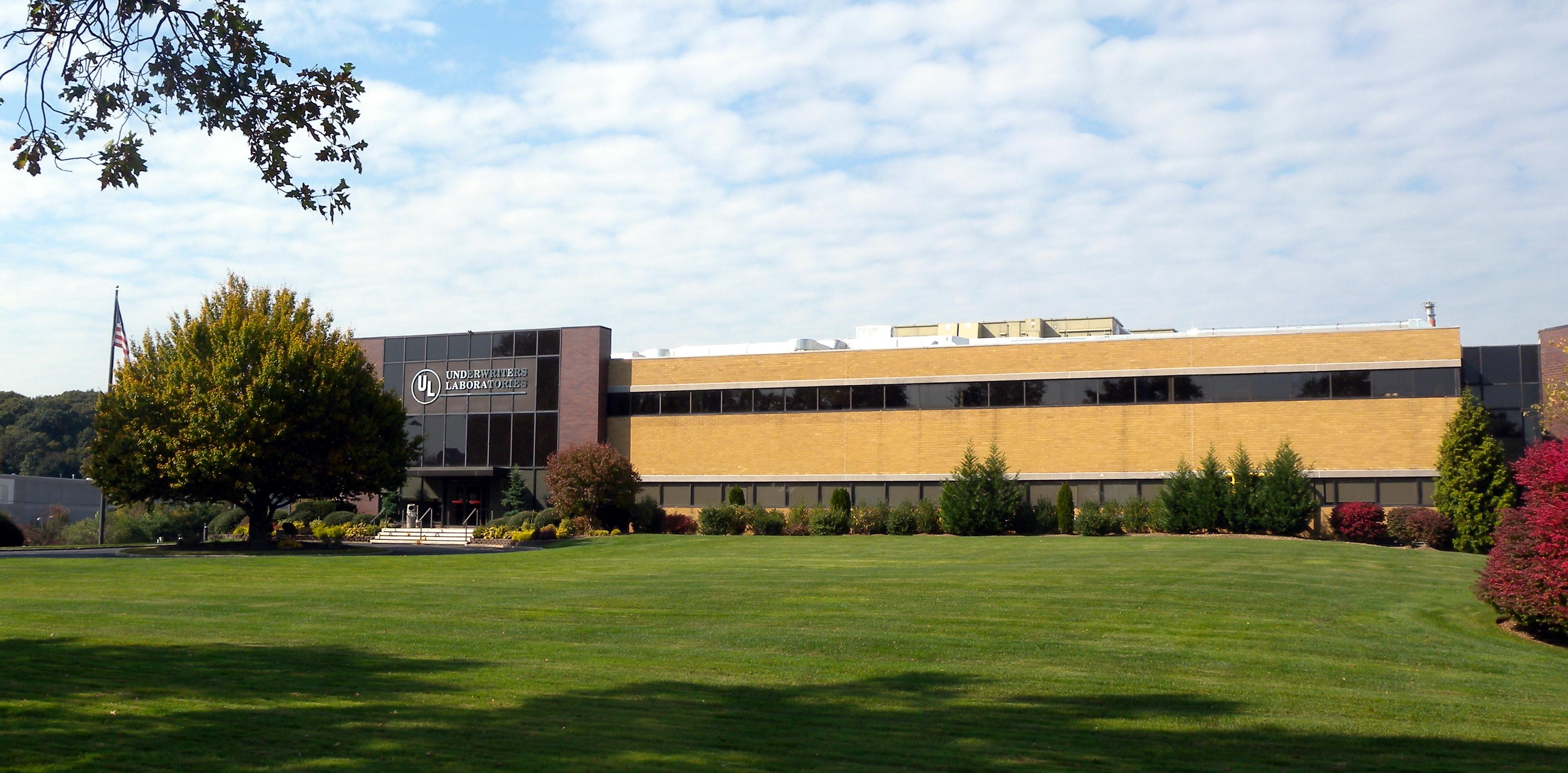
Edificio de UL en Melville, New York

- UL 106, Standard for Sustainability for Luminaires (under development)
- UL 110, Standard for Sustainability for Mobile Phones

Estándares para Productos Eléctricos y Electrónicos
- UL 153, Portable Electric Lamps
- UL 197, Commercial Electrical Cooking Appliances
- UL 796, Printed-Wiring Boards
- UL 1492, Audio/Video Products and Accessories
- UL 1598, Luminaires
- UL 1642, Lithium Batteries
- UL 1995, Heating and Cooling Equipment
- UL 6500, Audio/Video and Musical Instrument Apparatuses for Household, Commercial and Similar General Uses
- UL 60065, Audio, Video and Similar Electronic Apparatuses: Safety Requirements
- UL 60335-1, Household and Similar Electrical Appliances, Part 1: General Requirements
- UL 60335-2-24, Household and Similar Electrical Appliances, Part 2: Particular Requirements for Motor Compressors
- UL 60335-2-3, Household and Similar Electrical Appliances, Part 2: Particular Requirements for Electric Irons
- UL 60335-2-34, Household and Similar Electrical Appliances, Part 2: Particular Requirements for Motor Compressors
- UL 60335-2-8, Household and Similar Electrical Appliances, Part 2: Particular Requirements for Shavers, Hair Clippers and Similar Appliances
- UL 60950, Information Technology Equipment
- UL 60950-1, Information Technology Equipment - Safety, Part 1: General Requirements
- UL 60950-21, Information Technology Equipment - Safety, Part 21: Remote Power Feeding
- UL 60950-22, Information Technology Equipment - Safety, Part 22: Equipment to be Installed Outdoors
- UL 60950-23, Information Technology Equipment - Safety, Part 23: Large Data Storage Equipment

Estándares de Seguridad Vitales
- UL 217, Single- and Multiple- Station Smoke Alarms
- UL 268, Smoke Detectors for Fire Protective Signaling Systems
- UL 268A, Smoke Detectors for Duct Application
- UL 1626, Residential Sprinklers for Fire Protection Service
- UL 1971, Signaling Devices for the Hearing Impaired

Estándares para Productos de la Construcción
- UL 10A, Tin-Clad Fire Doors
- UL 20,General-Use Snap Switches
- UL 486E, Equipment Wiring Terminals for Use with Aluminum and/or Copper Conductors
- UL 1256, Fire Test of Roof/Deck Constructions

Estándares para Equipamiento de Control Industrial
- UL 508, Industrial Control Equipment
- UL 508A, Industrial Control Panels
- UL 508C, Power Conversion Equipment

Estándares para Materiales Plásticos
- UL 94, Tests for Flammability of Plastic Materials for Parts in Devices and Appliances
- UL 746A, Polymeric Materials: Short-Term Property Evaluations
- UL 746B, Polymeric Materials: Long-Term Property Evaluations
- UL 746C, Polymeric Materials: Use in Electrical Equipment Evaluations
- UL 746D, Polymeric Materials: Fabricated Parts
- UL 746E, Polymeric Materials: Industrial Laminates, Filament Wound Tubing, Vulcanized Fiber and Materials Used in Printed-Wiring Boards
- UL 746F, Polymeric Materials: -– Flexible Dielectric Film Materials for Use in Printed-Wiring Boards and Flexible Materials Interconnect Constructions

Estándares para Alambre y Cable
- UL 62, Flexible Cords and Cables
- UL 758, Appliance Wiring Materials
- UL 817, Cord Sets and Power Supply Cords
- UL 2556, Wire and Cable Test Methods

Estándares para Canadá desarrollados por ULC Standards, un miembro de las compañías de la familia UL
- CAN/ULC-S101-07, Standard Methods for Fire Endurance Tests of Building Construction and Materials
- CAN/ULC-S102-10, Standard Methods of Test for Surface-Burning Characteristics of Building Materials and Assemblies
- CAN/ULC-S102.2-10, Standard Methods of Test for Surface-Burning Characteristics of Flooring, Floor Coverings, and Miscellaneous Materials and Assemblies

- CAN/ULC-S104-10, Standard Methods for Fire Tests of Door Assemblies
- CAN/ULC-S107-10, Standard Methods for Fire Tests of Roof Coverings
- CAN/ULC-S303-M91 (R1999), Standard Methods for Local Burglar Alarm Units and Systems[5]